# Jacques Bénigne Bossuet (évêque de Troyes)
Pour les articles homonymes, voir Bossuet.
Ne doit pas être confondu avec son oncle Jacques-Bénigne Bossuet.
Jacques-Bénigne Bossuet, abbé de Savigny, est un homme d'Église français, né en 1664 et mort en 1743.

## Biographie
Il est le fils d'Antoine Bossuet (1624-1699), écuyer, seigneur d'Azu, La Cosnée, Vatronville et Bonvaux, intendant de la généralité de Soissons, et de Renée Madeleine de Gaureault du Mont (1644-1689),  fille de Nicolas-René chevalier marquis de La Perrière. Il est le frère de Louis Bossuet, maître des requêtes, conseiller au parlement de Metz et le filleul et neveu de « l'aigle de Meaux » dont il publia les manuscrits en 1708.

Diacre du diocèse de Langres, il est nommé abbé de Savigny par le Roi, comme le prouve une lettre adressée par son oncle à Mme d’Albert, et datée du 26 décembre 1691. Ordonné prêtre en 1700, abbé de Saint-Lucien de Beauvais en 1704, il est surtout connu comme évêque de Troyes ; poste qu'il tint de 1716 à 1742. Il résigne son bénéfice d'abbé en 1717, pour se consacrer entièrement à l'évêché de Troyes. 
Député à Rome pour l’affaire du quiétisme, il était également conseiller du roi.

## Iconographie
L'abbé Bossuet fut peint en buste par Hyacinthe Rigaud en 1703 contre 150 livres. L'année suivante, l'apprenti Delaunay percevait la somme de 5 livres pour avoir réalisé « l’habit de Mr l’abbé Bossuet », ce qui tendrait à prouver que seul le visage avait été peint par le maître. 
Le portrait original n'a pas été localisé mais on en connaît deux gravures :
- par Étienne Grantel. H. 26 ; L. 19,3. En légende de l’ovale : JACOBUS BENIGNIUS BOSSUET ABBAS SAVINIACI. Sur le socle à droite : Grantel f.
- par Étienne Jehandier Desrochers, dans un ovale : JACOBUS BENIGNUS BOSSUET EPISCOPUS TRECENSIS. Dans la bordure intérieure de l’ovale : E. Desrochers ex. à Paris.

## Sources
- Eugène Griselle, Les Principaux portraits de Bossuet : essai d’iconographie, Paris, 1898, p. 7-8.
- J. Roman, Le livre de raison du peintre Hyacinthe Rigaud, Paris, Henri Laurens, 1919, p. 100, 112.
- Dominique Brême, « Hyacinthe Rigaud dessinateur », L'Estampille. L'Objet d'art, numéro spécial, 2000, p. 63-64.
- Jacques-Régis du Cray, Le sang de l’Aigle de Meaux : histoire et descendance des frères et sœurs de Jacques-Bénigne Bossuet, évêque de Meaux, préf. de Bernard Barbiche, Paris, l'auteur, 2004, p. 26, 42.
- « Vie de messire Jacques-Benigne Bossuet, évêque de Troyes. » (1716-1743). Paris BnF (Mss.) : Français 11431, numérisé sur Gallica